# Andreas Scholl
Andreas Scholl (Eltville am Rhein, 10 de novembro de 1967) é um contratenor alemão, cantor clássico na faixa vocal alto, especializado em música barroca.
Nascido em uma família de cantores, Scholl foi matriculado aos sete anos no coral de meninos Kiedricher Chorbuben. Aos 13 anos, foi escolhido entre 20 mil coristas reunidos em Roma de todo o mundo para cantar sozinho em uma missa celebrada em 4 de janeiro de 1981. Apenas quatro anos depois, Scholl recebeu o convite para frequentar a Schola Cantorum Basiliensis, uma instituição que normalmente aceita apenas alunos de pós-graduação, com base na força e qualidade de sua voz. Tornou-se instrutor da Schola Cantorum Basiliensis na Suíça, sucedendo seu próprio professor, Richard Levitt. Desde outubro de 2019, é professor na Universität Mozarteum em Salzburg, Áustria. Esta é sua única posição como professor atualmente.
Os primeiros papéis operísticos de Scholl incluem sua substituição de René Jacobs em 1993 no Théâtre Grévin em Paris, onde causou sensação. Seus principais papéis, como sua estreia no Festival de Glyndebourne em 1998 como Bertarido em Rodelinda de Händel, um papel que ele reprisou no Metropolitan Opera em 2006, foram escritos para o alto castrato Senesino no século XVIII.
A maior parte da carreira de gravação de Scholl foi com as gravadoras Harmonia Mundi e Decca, e seus CDs estão entre os mais vendidos da Harmonia Mundi. Ele trabalhou com a maioria dos especialistas barrocos contemporâneos, incluindo William Christie e Philippe Herreweghe, sendo ele próprio um compositor de músicas de balé e para teatro, com seu próprio estúdio de som profissional.

## Biografia

### Infância
Scholl nasceu em 10 de novembro de 1967 em Eltville am Rhein, Alemanha Ocidental, e cresceu na vizinha Kiedrich. Toda a sua família era de cantores, e ele foi matriculado aos sete anos no Kiedricher Chorbuben, um coral de meninos documentado pela primeira vez em 1333. Aos 13 anos, Scholl interpretou o papel do “segundo menino” em Die Zauberflöte de Mozart no Hessisches Staatstheater Wiesbaden, enquanto sua irmã Elisabeth cantou o “primeiro menino”. Nesse mesmo ano, ele foi um dos 20 mil coristas de todo o mundo, reunidos em Roma para um festival, sendo escolhido para cantar sozinho na missa de 4 de janeiro de 1981, onde conheceu o Papa João Paulo II. Com seus colegas coristas do Kiedricher Chorbuben, Scholl foi um extra no filme O Nome da Rosa, interpretando um jovem monge ao lado de Sean Connery em cenas filmadas na Abadia de Eberbach, perto de Kiedrich.

### Educação musical
Scholl tinha 17 anos quando a extensão de sua habilidade foi reconhecida pelo treinador de voz do Chorbuben da Academia de Música de Darmstadt.[3] Scholl então cantou para o tenor/contratenor Herbert Klein, que o aconselhou haver apenas dois lugares para estudar: em Londres ou no conservatório de música antiga de Basileia, a Schola Cantorum Basiliensis. Desde que um tio apresentou Scholl às vozes de Paul Esswood e James Bowman, os principais contratenores europeus da época, Scholl escolheu Bowman como modelo. Scholl enviou uma fita demo para René Jacobs para avaliar seu talento. Isso resultou em Jacobs convidando Scholl para visitar a Schola Cantorum Basiliensis. Embora a Schola Cantorum Basiliensis oferecesse apenas cursos de pós-graduação, e Scholl não tivesse licenciatura, foi oferecido um lugar na força e qualidade de sua voz após cantar uma música de Schubert para o conselho de admissões, que incluía René Jacobs.
Na Schola, o professor de Andreas Scholl foi Richard Levitt, seguido por Jacobs em seu segundo ano. A violinista Chiara Banchini e a soprano Emma Kirkby foram grandes influências, pois Scholl começou a se especializar na música barroca. Scholl também estudou com a soprano Evelyn Tubb e o tocador de alaúde Anthony Rooley. Além do Diploma de Música Antiga, para o qual seu examinador externo foi James Bowman, Andreas Scholl recebeu prêmios do Conselho da Europa e da Fundação Claude Nicolas Ledoux, e prêmios da Associação Migros e da Fundação Ernst Göhner da Suíça.
Andreas Scholl tem ensinado interpretação na Schola Cantorum Basiliensis, sucedendo seu próprio professor, Richard Levitt, e é muito requisitado por master classes.

## Carreira

### Apresentações iniciais

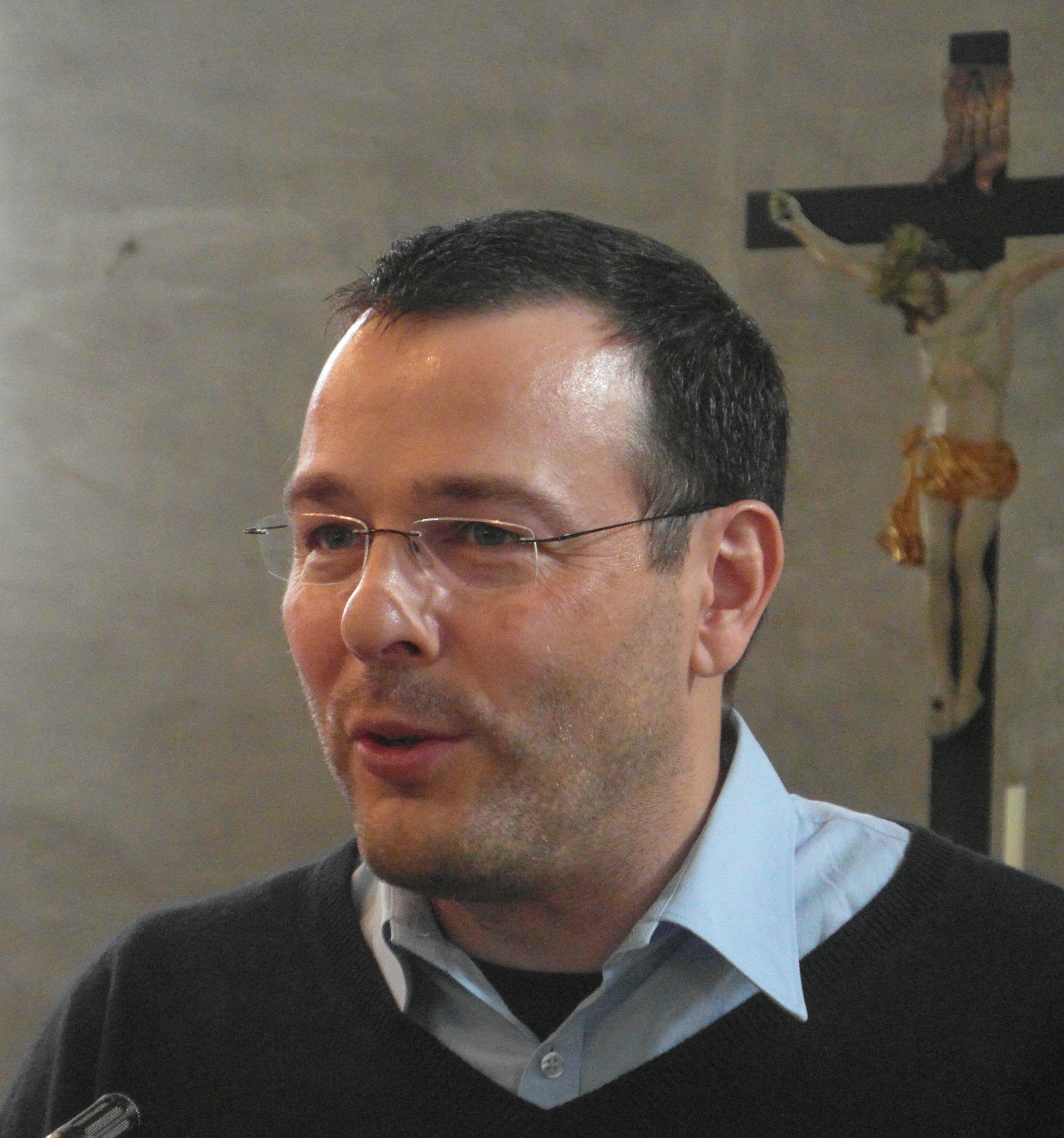
O cantor em 2013

Em 1988 Scholl executou o Oratório de Natal de Bach em Rüdesheim am Rhein. Em 1991 ele apareceu na Paixão segundo São João de Bach, conduzida por Philippe Herreweghe em Antuérpia. Em janeiro de 1993 Scholl substituiu René Jacobs a pedido de Jacobs no Théâtre Grévin em Paris, causando sensação. O parceiro de Scholl naquela noite foi o cravista Markus Märkl, que se tornou sua contraparte musical constante nos anos seguintes. Uma apresentação posterior da Paixão segundo São João de Bach foi transmitida na Sexta-feira Santa para uma audiência de rádio que incluía William Christie. Pouco depois, Christie e Scholl se conheceram em um trem. A gravação de 1994 do Messias de Händel com Les Arts Florissants resultou diretamente desse encontro.
Scholl executou a Missa em Si Menor de Bach em 1995, conduzida por Jacobs, e cantou obras de Purcell em uma turnê na França. Em 1998 Scholl e sua irmã se apresentaram na Paixão segundo São João, com Max Ciolek como o Evangelista e Max van Egmond como o vox Christi, na igreja de São Martinho, em Idstein. Scholl interpretou o papel-título de Salomão de Händel no The Proms. Ele deu recitais no Wigmore Hall e no Brighton Festival.

### Ópera
Os principais papéis operísticos de Scholl foram escritos para o alto castrato Senesino do século XVIII. Eles incluem sua estreia no Festival de Glyndebourne em 1998, interpretando o papel de Bertarido em Rodelinda de Händel ao lado de Anna Caterina Antonacci no papel-título, repetido em 1999 e 2002. Rodelinda foi um enorme sucesso e Scholl “parou o show” de acordo com The Sunday Times. James Bowman, que se descreve como um admirador incondicional, relatou que “as pessoas entraram em uma espécie de transe” quando ele cantou Dove Sei. O Financial Times disse de seu Vivi tiranno: “um virtuosismo tão inteligente... o tempo pára e você sente que ele está falando com você”. Em fevereiro de 2002, Le Monde o chamou de “Le Roi Scholl” após sua reprise do papel de Bertarido na produção parisiense de Glyndebourne Rodelinda.
Scholl desempenhou esse papel também no Metropolitan Opera em 2006, ao lado de Renée Fleming no papel-título e Kobie van Rensburg, conduzido por Patrick Summers, repetido em 2011. Ele interpretou o papel-título em Giulio Cesare de Händel em uma produção da Ópera Real dinamarquesa em 2002 e 2005), reprisada em Paris (2007) e Lausanne (2008). Em 2008, ele interpretou o papel de Arsace em Partenope de Händel para a Ópera Real dinamarquesa. Em 2010 ele cantou Giulio Cesare, desta vez ao lado de Cecilia Bartoli como Cleópatra, com Les Arts Florissants dirigidos por Christie.

### Concertos
Em 1999, Scholl apareceu com a Sociedade Bach dos Países Baixos, conduzido por Jos van Veldhoven em obras de Bach, incluindo sua Missa em Sol (BWV 236). Ele executou o Oratório de Natal de Bach no Avery Fisher Hall, conduzido por Ton Koopman. Em 2000 deu vários concertos da Missa em Si Menor de Bach no Japão, dirigida por Masaaki Suzuki. Em 2001, Scholl cantou em Saul de Händel em Bruxelas e interpretou o papel-título em Salomão de Händel, dirigido por Paul McCreesh. Ele cantou a Paixão segundo São João de Bach na igreja de São Tomás, em Leipzig. No Bachfest Leipzig 2003, cantou na Missa em Si menor, que tradicionalmente encerra o festival, com Letizia Scherrer, Mark Padmore e Sebastian Noack, coro e orquestra do Collegium Vocale Gent, dirigido por Herreweghe. Em 2006 cantou em uma turnê das cantatas solo de Europa Bach Vergnügte Ruh, beliebte Seelenlust, BWV 170, e Geist und Seele wird verwirret, BWV 35, com a orquestra Accademia Bizantina. Em 2007 interpretou novamente o papel-título de Saul, na Abadia de Eberbach com Trine Wilsberg Lund (Merab), Hannah Morrison (Michal), Andreas Karasiak (Jonathan) e o Schiersteiner Kantorei, dirigido por Martin Lutz. Na Berliner Philharmonie ele cantou o Messias de Händel com solistas do Tölzer Knabenchor, o coro de Les Arts Florissants e a Filarmônica de Berlim, conduzida por Christie. Em 2008 Andreas Scholl fez sua estreia com a Filarmônica de Nova Iorque, cantando o Messias de Händel no Avery Fisher Hall, dirigido por Ton Koopman.

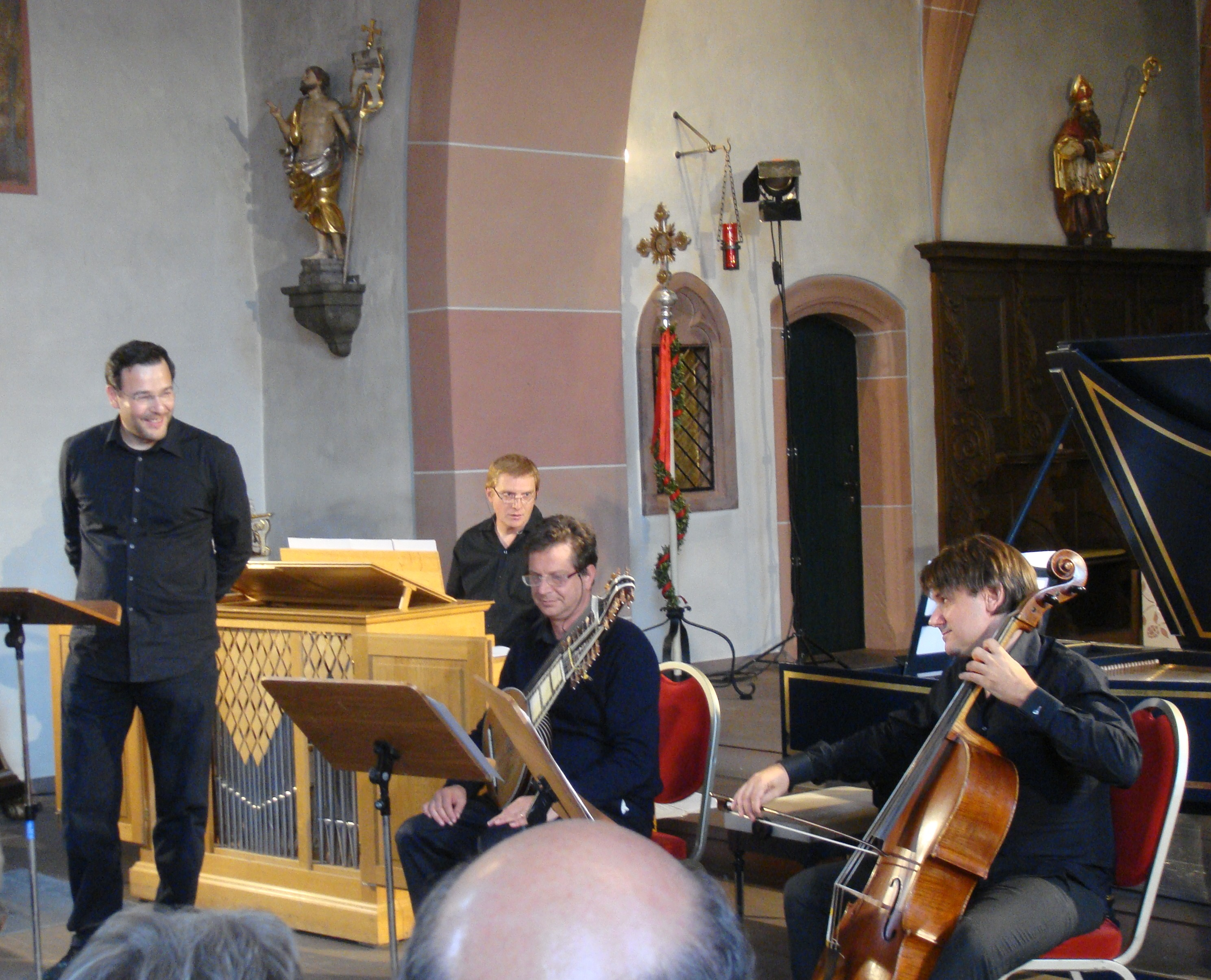
Andreas Scholl e membros da orquestra barroca Accademia Bizantina em um concerto no Rheingau Musik Festival na igreja de Hallgarten, 16 de julho de 2011

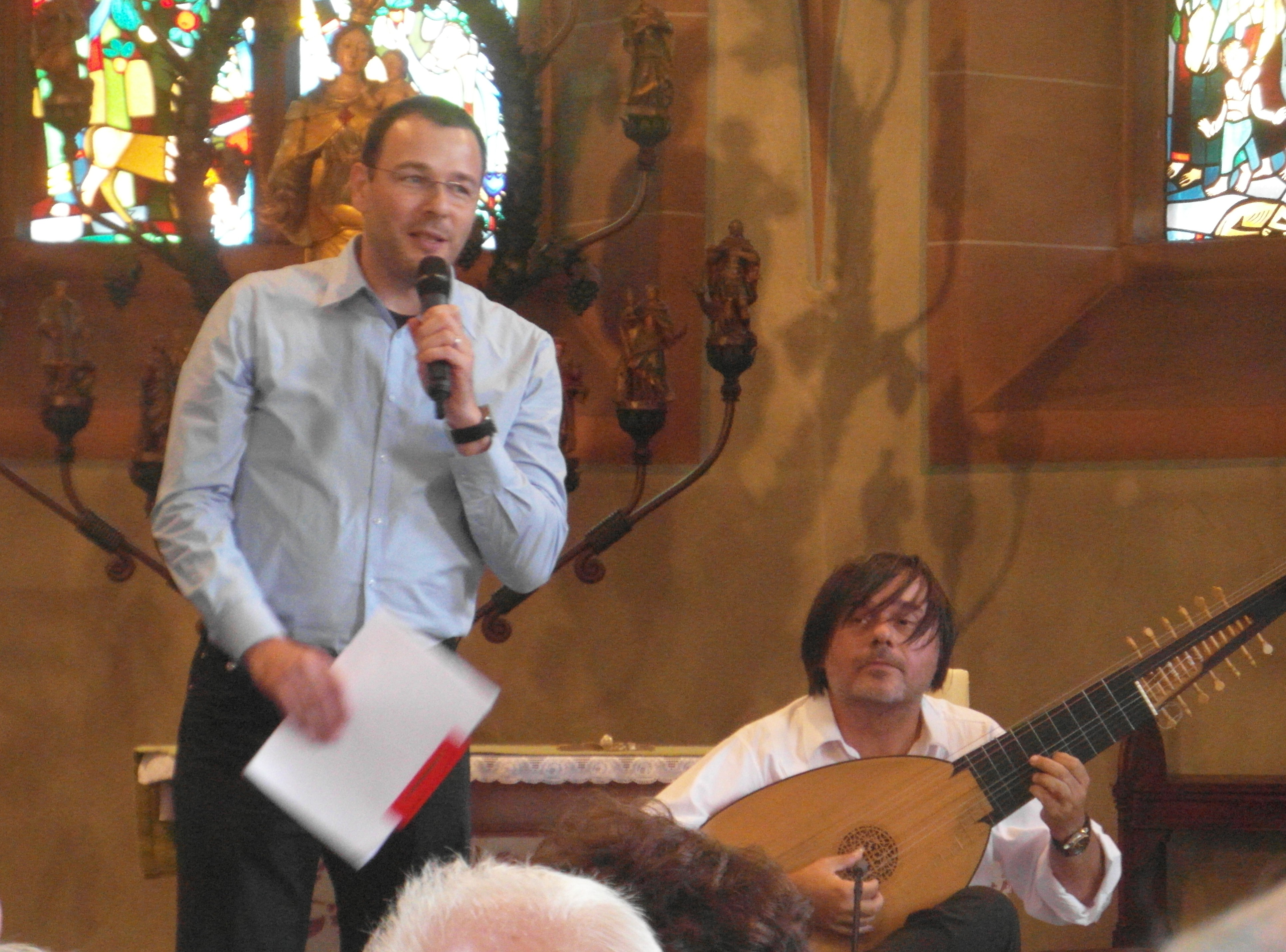
O cantor com Edin Karamazov em 2013

Em 2011 Scholl fez sua estreia no Rheingau Musik Festival em três eventos, uma entrevista, uma viagem a três igrejas com diferentes programas de concertos e um recital de ópera com sua irmã Elisabeth na Abadia de Eberbach. Na Christophoruskirche de Wiesbaden-Schierstein ele apareceu com sua esposa Tamar Halperin no cravo, em Hallgarten com membros da Accademia Bizantina, na românica Basílica de São Egídio de Mittelheim com o trio vocal White Raven. O recital de ópera com a orquestra de câmara Accademia Bizantina continha obras de Händel e Purcell, como Rodelinda de Händel, Rei Arthur de Purcell, encerrando com o dueto de amor final “Caro! Bella!” de Giulio Cesare in Egitto. Em 2011 ele executou a parte contralto do Messias de Händel na igreja de São Martinho, em Idstein, com Katia Plaschka, Ulrich Cordes e Markus Flaig. Uma resenha descreve seu timing perfeito nos recitativos, sua declamação pronunciada, interpretação tecnicamente perfeita e fraseado das árias, e sua devoção à música de Händel e ao texto de Jennens. A ária “Ele foi desprezado” foi considerado o ponto alto artístico do concerto. Em 2013 ele executou as cantatas de Bach BWV 82 e BWV 169 com a Kammerorchester Basel. Apareceu com o conjunto vocal Profeti della Quinta e o tocador de alaúde Edin Karamazov.

### Colaborações
Andreas Scholl trabalhou com a maioria dos especialistas barrocos contemporâneos, incluindo Christophe Coin, Michel Corboz, Paul Dyer, John Eliot Gardiner, Reinhard Goebel, Christopher Hogwood, Robert King, Nicholas McGegan, Roger Norrington, Christophe Rousset, Dominique Veillard e Roland Wilson. Participou do projeto de Ton Koopman e da Amsterdam Baroque Orchestra & Choir para gravar as obras vocais completas de Bach. Seus parceiros solos regulares são: o cravista Markus Märkl e o virtuoso do alaúde, Edin Karamazov. Atuou como membro do Cantus Cölln de Konrad Junghänel e colaborou com conjuntos como a Orchestra of the Age of Enlightenment, Musica Antiqua Köln, a Akademie für Alte Musik Berlin, a Freiburger Barockorchester, a Australian Brandenburg Orchestra e a Accademia Bizantina.
O compositor Marco Rosano criou um Stabat Mater para Andreas Scholl; ele cantou a primeira apresentação completa desta obra em 22 de fevereiro de 2008 no City Recital Hall, Angel Place, Sydney, acompanhado pela Orquestra de Brandenburgo australiana sob a regência de Paul Dyer.

### Música popular
Scholl sempre compôs canções, bem como música para balé e teatro, com seu próprio estúdio de som profissional na Basileia, Suíça. Sua música White as Lilies, baseada nas ideias de John Dowland, está no CD de 1995 The Countertenors (com Dominique Visse e Pascal Bertin). Foi um sucesso na Coreia quando usado em um comercial de TV e mais tarde foi lançado lá em uma versão orquestrada. Em dezembro de 2003, fez sua primeira apresentação pública em música popular, um programa eclético de obras eletrônicas e orquestrais que incluía composições próprias. Ao lado de Scholl estava o contratenor barroco Roland Kunz, que se especializou em colocar poemas elizabetanos em inglês para sua própria música eletrônica. Os dois contratenores realizaram duetos nas canções de Scholl e Kunz, apoiados pela banda de Kunz die Unerlösten e a Rundfunk-Sinfonieorchester Saarbrücken sob regência de Rick Stengårds. Em 2013 ele colaborou com Idan Raichel em seu álbum Quarter to Six.

## Gravações
A maior parte da carreira de gravação de Scholl foi com a Harmonia Mundi e a Decca. Em 1998, seus CDs dominaram a lista de hits da Harmonia Mundi nos números um, três, quatro, cinco e dez, e ainda estão entre os mais vendidos da Harmonia Mundi. Sua discografia soma mais de sessenta CDs, todos menos dois sendo de música do Barroco ou Renascimento europeu.
Muitas gravações em que ele colaborou ganharam prêmios. Seus elogios pessoais incluem o Diapason d'Or, vários Gramophone Awards, 10 de Repertoire, ffff Telerama e Choc du Monde de la Musique, o prêmio ECHO e Prix de l'Union de la Presse Musicale Belge. Em um desvio extremamente raro de sua abordagem normalmente austera, a revista Fanfare descreveu sua gravação de A Musicall Banquet de John Dowland como “perfeita”. A gravação da Paixão segundo São João de Bach, dirigida por Philippe Herreweghe, na qual Andreas Scholl canta, foi indicada ao Prêmio Clássico de Cannes em 2003. Foi o Artista do Ano da Rádio Kultur da Alemanha em 1998. Ele revelou, ao público alemão em particular, algumas pequenas — obras-primas conhecidas de compositores barrocos alemães e, assim, deu uma contribuição significativa para a redescoberta moderna do repertório barroco. Seu álbum de canções folclóricas de 2001, Wayfaring Stranger, foi um projeto pessoal, bem recebido pelo público comprador de CDs, mas não universalmente aclamado por seus colegas músicos, alguns dos quais o consideraram um afastamento inadequado de seu trabalho mais clássico.
Scholl frequentemente interpretou as obras de Oswald von Wolkenstein. Isso inclui o álbum de 2010 Wolkenstein - Songs of Myself, que a revista Gramophone caracterizou como “música magnífica apresentada magicamente por um dos grandes cantores do nosso tempo”.

## Prêmios
Em 2015 Scholl foi o 22.º destinatário do Rheingau Musikpreis.

## Vida pessoal
Scholl é casado com a pianista, cravista e compositora Tamar Halperin. Eles vivem em uma pequena vila na Alemanha.